# Rhorus austriator
Rhorus austriator är en stekelart som beskrevs av Aubert 1988. Rhorus austriator ingår i släktet Rhorus och familjen brokparasitsteklar. Inga underarter finns listade i Catalogue of Life.